# Regime di circolazione
Un regime di circolazione è un insieme di regole ed eventualmente di dispositivi ed impianti che garantiscono la circolazione in sicurezza dei diversi veicoli che si muovono all'interno di un sistema di trasporto terrestre.

## Ambiti
In campo ferroviario in particolare si riconoscono e si classificano diversi regimi di circolazione, tra cui in particolare il gruppo dei regimi di blocco che costituiscono la stragrande maggioranza dei regimi di circolazione implementati nelle linee ferroviarie di tutto il mondo.
In campo stradale, invece, si riconosce genericamente l'esistenza di un unico regime di circolazione definito regime di marcia a vista, realizzato (in modi sottilmente diversi nelle varie aree politiche del pianeta) essenzialmente dalla vigenza di apposite legislazioni statali ("codici della strada" o leggi assimilabili) e dall'esistenza di limitati impianti fissi di comando del traffico, consistenti sostanzialmente in segnali semaforici (perlopiù temporizzati) o barriere mobili.